# Exordium magnum Cisterciense
Exordium magnum Cisterciense (do češtiny lze přeložit jako "Velká cisterciácká preambule") je významný spis, popisující část dějin cisterciáckého řádu. 
Autorství spisu se tradičně připisuje opatu Konradovi z Eberbachu († 1221). Spis zachycuje dějiny cisterciáckého řádu od jeho počátků do konce 12. století. Obsahuje zprávy o prvních cisterciáckých klášterech a způsobu života prvních mnichů tohoto řádu. Hlavním účelem spisu bylo povzbuzení pozdějších mnichů k následování prvotního cisterciáckého ideálu.
Doplňkem tohoto monumentálního díla je spis, nazvaný přiléhavě "Exordium parvum" ("Malá preambule") či "Exordium cistercii". Zde se jedná o stručné výtahy ze základních cisterciáckých textů. 